# Phalangium
Phalangium is een geslacht van hooiwagens uit de familie Phalangiidae (Echte hooiwagens).
De wetenschappelijke naam Phalangium is gepubliceerd door Linnaeus in 1758 in de tiende editie van Systema naturae. 

## Soorten
Phalangium omvat de volgende 35 soorten:
- Phalangium aegyptiacum Savigny, 1816
- Phalangium bilineatum Fabricius, 1779
- Phalangium cancroides Müller, 1776
- Phalangium clavipus Roewer, 1911
- Phalangium conigerum Sørensen, 1912
- Phalangium coronatum Fabricius, 1779
- Phalangium crassum Dufour, 1831
- Phalangium cristatum Olivier, 1791
- Phalangium grossipes Müller, 1776
- Phalangium iberica Schenkel, 1939
- Phalangium incanum C.L. Koch, 1839
- Phalangium licenti Schenkel, 1953
- Phalangium ligusticum (Roewer, 1923)
- Phalangium lineola Dufour, 1831
- Phalangium litorale Störm, 1762
- Phalangium lupatum Eichwald, 1830
- Phalangium mamillatum Gervais, 1844
- Phalangium mesomelas Soerensen, 1910
- Phalangium minutum Meade, 1861
- Phalangium mucronatum Müller, 1776
- Phalangium muscorum Latreille, 1802
- Phalangium opilio Linnaeus, 1761
- Phalangium ortoni Wood, 1869
- Phalangium pallidum Müller, 1776
- Phalangium palmatum Herbst, 1797
- Phalangium punctipes (L.Koch, 1878)
- Phalangium pygnogonum Müller, 1776
- Phalangium riedeli Starega, 1973
- Phalangium rubens Hermann, 1804
- Phalangium rudipalpe Gervais, 1849
- Phalangium savignyi Savigny, 1826
- Phalangium spiniferum Cantor, 1842
- Phalangium targionii (Canestrini, 1871)
- Phalangium tricuspidatum Dufour, 1831
- Phalangium uncatum Hermann, 1804